# PRIDE GRANDPRIX 2003 開幕戦
PRIDE GRANDPRIX 2003 開幕戦（プライドグランプリにせんさん かいまくせん）は、日本の総合格闘技イベント「PRIDE」の大会の一つ。2003年（平成15年）8月10日、埼玉県さいたま市のさいたまスーパーアリーナで開催された。海外PPVでの大会名は、「PRIDE Total Elimination 2003」。

## 大会概要
ミドル級グランプリ1回戦全4試合が行われ、第2試合ではUFC代表のチャック・リデルが、アリスター・オーフレイムをパンチラッシュでKOし、準決勝進出を決めた。第3試合では練習中の負傷により欠場となったヒカルド・アローナの代役として急遽参戦したUFC世界ミドル級王者ムリーロ・ブスタマンチはクイントン・"ランペイジ"・ジャクソンに判定負け。第6試合の田村潔司対吉田秀彦は「柔道 vs UWF」という、それぞれのイデオロギーを賭した戦いとする演出のもと行われた。序盤は田村が試合を支配したが、吉田が袖車絞めで逆転勝ちを収めた。
メインイベントでは桜庭和志がヴァンダレイ・シウバに3度目の対決を挑むも、右フックで失神KO負け。シウバがグランプリ準決勝進出を決めるとともに、桜庭との対戦成績を3戦3勝3KOとした。
また、ヘビー級スペシャルマッチと称された第4試合では前PRIDEヘビー級王者アントニオ・ホドリゴ・ノゲイラと前UFC世界ヘビー級王者リコ・ロドリゲスが対戦。ノゲイラが判定により勝利を収めたが、PRIDEとUFCの判定基準の相違により物議を醸す結果となった。後に英語版公式サイトにて判定に関する説明が行われた。

## 試合結果
第1試合 PRIDEルール 1R10分、2・3R5分
○  エメリヤーエンコ・ヒョードル vs.  ゲーリー・グッドリッジ ×
1R 1:09 TKO（レフェリーストップ：パウンド）
第2試合 PRIDE GRANDPRIX 2003 1回戦 1R10分、2・3R5分
○  チャック・リデル vs.  アリスター・オーフレイム ×
1R 3:09 KO（スタンドパンチ連打）
※リデルがグランプリ準決勝進出
第3試合 PRIDE GRANDPRIX 2003 1回戦 1R10分、2・3R5分
○  クイントン・"ランペイジ"・ジャクソン vs.  ムリーロ・ブスタマンチ ×
3R終了 判定2-1
※ジャクソンがグランプリ準決勝進出
第4試合 PRIDEルール 1R10分、2・3R5分
○  アントニオ・ホドリゴ・ノゲイラ vs.  リコ・ロドリゲス ×
3R終了 判定3-0
第5試合 PRIDEルール 1R10分、2・3R5分
○  ミルコ・クロコップ vs.  イゴール・ボブチャンチン ×
1R 1:29 KO（左ハイキック）
第6試合 PRIDE GRANDPRIX 2003 1回戦 1R10分、2・3R5分
○  吉田秀彦 vs.  田村潔司 ×
1R 5:06 袖車絞め
※吉田がグランプリ準決勝進出
第7試合 PRIDE GRANDPRIX 2003 1回戦 1R10分、2・3R5分
○  ヴァンダレイ・シウバ vs.  桜庭和志 ×
1R 5:01 KO（右フック）
※シウバがグランプリ準決勝進出